# Andrea García-Huidobro
Pour les articles homonymes, voir García, Huidobro et Celedón.
Andrea García-Huidobro Celedón, née en 1985, est une actrice et directrice de théâtre chilienne.
Elle est la fille de Claudia Celedón et de Cristián García-Huidobro (es)

## Filmographie

### Cinéma
- 2004 : Mon ami Machuca : Isabel
- 2008 : 199 recetas para ser feliz : Sandra
- 2009 : La nana : Camila
- 2012 : Joven y alocada : Julia Ramírez

## Télévision
- 1994 : Champaña: Normita Jones
- 2006 : JPT: Justicia Para Todos
- 2008 : Paz : Sandra
- 2008 : Gen Mishima
- 2010 : Cartas de mujer
- 2012 : Infieles : Paz
- 2014 : Las dos Carolinas : Renata

## Théâtre
Actrice
- Matanza en Zapallar
- Donde esta la Kate Moos
- Natacha
- La más fuerte
- La celebración
- Distinto
- Fortimbrás
- Cho

Directrice
- 2009 : Patio
- 2010 : Hoy
- 2011 : Temporada Baja
- 2013 : Locos de Amor